# Rachidion nigritum
Rachidion nigritum är en skalbaggsart som beskrevs av Audinet-serville 1834. Rachidion nigritum ingår i släktet Rachidion och familjen långhorningar. Inga underarter finns listade i Catalogue of Life.